# Jordrup Sogn
Jordrup Sogn er et sogn i Kolding Provsti (Haderslev Stift).
I 1800-tallet var Jordrup Sogn anneks til Lejrskov Sogn. Begge sogne hørte til Anst Herred i Ribe Amt. Lejrskov-Jordrup sognekommune blev ved kommunalreformen i 1970 indlemmet i Lunderskov Kommune, der ved strukturreformen i 2007 indgik i Kolding Kommune.
I Jordrup Sogn ligger Jordrup Kirke.
I sognet findes følgende autoriserede stednavne:
- Jordrup (bebyggelse, ejerlav)
- Jordrup Skov (areal)
- Knudsbøl (bebyggelse, ejerlav)